# Tomáš Galbavý
Tomáš Galbavý (ur. 28 kwietnia 1958 w Topolczanach) – słowacki polityk, od 2002 do 2012 poseł do Rady Narodowej.

## Życiorys
Studiował nauki polityczne na Uniwersytecie Konstantyna Filozofa w Nitrze. Od 1983 pracował zawodowo jako artysta i prezenter. Od 2002 przez trzy kadencje pełnił mandat posła do Rady Narodowej z ramienia SDKÚ i następnie SDKÚ-DS. W 2012 nie został ponownie wybrany. Od maja do lipca 2004 był posłem do Parlamentu Europejskiego V kadencji. Dołączył później do ugrupowania Most-Híd.